# Antonius Van de Ven
Antonius Josephus Hubertus Marie "Ton" Van de Ven (* 11. Mai 1931 in Cadier en Keer, Provinz Limburg; † 10. Dezember 2014 in Leiderdorp) war ein niederländischer Mathematiker, der sich mit algebraischer Geometrie befasste.

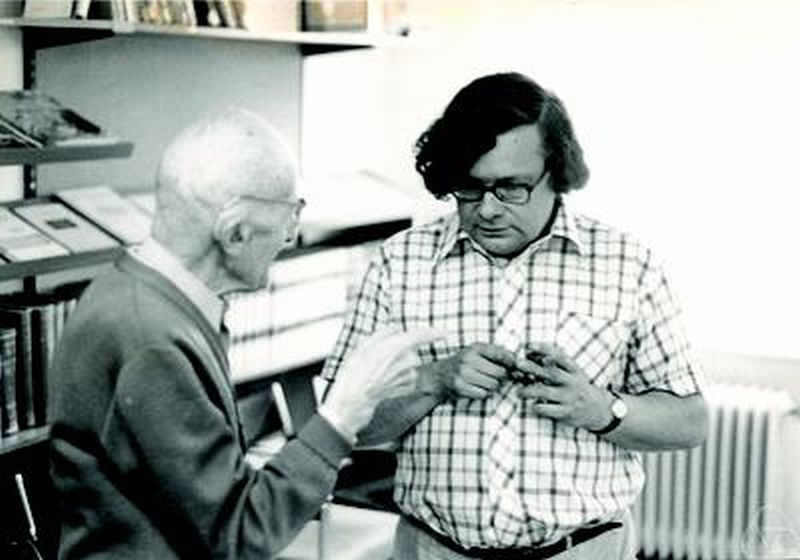
Antonius Van de Ven (rechts) 1977 mit Otto Haupt in Erlangen

Antonius Van de Ven ging in Maastricht zur  Schule und studierte ab 1948 Mathematik an der Universität Leiden, an der er 1954 sein Doctoraalexamen absolvierte und 1957 bei  Willem Titus van Est promoviert wurde (Over de homologiestructuur van enige typen vezelruimten). Weitere seiner Lehrer waren Hendrik Kloosterman, Johannes Drost, Tonny Albert Springer und Johannes Haantjes. Zeitweise neigte er auch zu den Grundlagen der Mathematik und studierte bei Arend Heyting und Evert Willem Beth in Amsterdam. 1954 war er in Rom, wo er bei den algebraischen Geometern Edoardo Vesentini, Beniamino Segre und Francesco Severi und danach an der ETH Zürich unter anderem bei Heinz Hopf, Beno Eckmann und Armand Borel, wobei der Kontakt zu Borel von besonderer Bedeutung für seine Dissertation war. Nach seiner Dissertation war er wissenschaftlicher Mitarbeiter an der Universität Leiden und 1959 bis 1961 auf Empfehlung von Armand Borel am Institute for Advanced Study bei Kunihiko Kodaira.  Er war ab 1961 Lektor und ab 1963 Professor an der Universität Leiden. 1996 wurde er emeritiert.
Seine Dissertation war über die topologische Struktur (charakteristische Klassen) von Vektorraumbündeln über algebraische Varietäten. 1966 bewies er, dass bei kompakten komplexen Flächen allgemeinen Typs für die Chernklassen die Ungleichung {\displaystyle c_{1}^{2}\leq 8c_{2}} erfüllen  (später vermutete van de Ven, dass sie  auf {\displaystyle c_{1}^{2}\leq 3c_{2}} verbessert werden kann, was 1978 unabhängig voneinander Yōichi Miyaoka und Shing-Tung Yau bewiesen, sie wird auch Bogomolov-Miyaoka-Yau-Ungleichung genannt). Damit zeigte er unter anderem, dass die von  Heinz Hopf und  Charles Ehresmann eingeführten fast-komplexen Mannigfaltigkeiten nicht immer eine komplexe Struktur zulassen (er gab vierdimensionale Gegenbeispiele).
Mit Friedrich Hirzebruch und Gerard van der Geer arbeitete er über Hilbertsche Modulflächen und deren Einordnung in die Klassifikation komplexer Flächen. Mit Egbert Brieskorn veröffentlichte er über exotische komplexe Strukturen auf Produkten von Homotopiesphären. Er war mit Hirzebruch und Brieskorn befreundet. Mit Wolf Barth untersuchte er Vektorbündel in projektiven Räumen und auf Grassmannmannigfaltigkeiten.  Beide bewiesen, dass ein holomorphes 2-Bündel auf einem projektiven Raum sich aufspaltet, falls die Dimension des Raumes groß genug ist. 1979 beantwortete er eine Frage von Hans Grauert, indem er ein Beispiel einer Raumkurve gab, deren Normalbündel nicht einbettbar ist. Mit Christian Okonek befasste er sich mit topologischen und differenzierbaren Strukturen komplexer Flächen und 3-Varietäten. 1985  gab er ein Beispiel einer komplexen Fläche, die nicht isomorph einer achtmal aufgeblasenen projektiven Ebene ist, aber homöomorph zu ihr. 1989 zeigte er mit Okonek, dass sie auch verschiedene differenzierbare Strukturen besitzen. Nachdem Simon Donaldson mit {\displaystyle \mathbb {P} ^{2}\#9\cdot {\bar {\mathbb {P} }}^{2}} ein Beispiel einer 4-Mannigfaltigkeit mit zwei differenzierbaren Strukturen gegeben hatte, zeigten Christian Okonek und van de Ven (und unabhängig John Morgan und Robert Friedman) dass es unendlich viele differenzierbare Strukturen auf diesem Raum gibt. Sie waren in natürlicher Weise durch bekannte algebraische Flächen gegeben. Da diese durch ihre Kodaira-Dimension klassifiziert werden und die Differenzierbarkeitsstruktur in allen Fällen ebenfalls mit der Kodaira-Dimension variierte vermutete van de Ven, dass diese eine differentialtopologische Invariante ist (bewiesen von Robert Friedman und Z. Qin 1994).
Sein zuerst 1984 mit Wolf Barth und Chris Peters erschienenes Buch über kompakte komplexe Flächen ist ein Standardwerk.
1985 wurde er Mitglied der Königlich Niederländischen Akademie der Wissenschaften. 1965 erhielt er den Shell-Preis für Mathematik und 1966 wurde er Mitglied der Koninklijke Hollandsche Maatschappij der Wetenschappen. Er war Gastprofessor am Tata Institute for Fundamental Research und an der ETH Zürich. Rufe nach Heidelberg, Göttingen, Münster und München lehnte er ab und blieb in Leiden.
Zu seinen Doktoranden gehören Chris Peters und Gerard van der Geer.

## Schriften
- mit Chris Peters, Klaus Hulek, Wolf Barth Compact complex surfaces (= Ergebnisse der Mathematik und ihrer Grenzgebiete.) Springer, 1984, 2. Auflage 2004. In Google Books: Compact Complex Surfaces
- mit Robert Lazarsfeld: Topics in the geometry of projective space. Recent work of F. L. Zak. Birkhäuser 1984.